# Nouvelles exemplaires

Les Nouvelles exemplaires (Novelas ejemplares) sont une série de nouvelles que Miguel de Cervantes a écrites entre 1590 et 1612, qui ont ensuite été publiées en 1613 dans un recueil édité à Madrid par Juan de la Cuesta, étant donné le grand succès qu'il avait obtenu avec la première partie de Don Quichotte. Au début elles reçurent le titre de Nouvelles exemplaires de très honnête entretien (Novelas ejemplares de honestísimo entretenimiento).
Ce sont douze nouvelles qui suivent le modèle italien. L'adjectif « exemplaires » vient du fait que c'est le premier exemple en castillan de nouvelles de ce type au caractère didactique et moral inscrit dans la narration. Cervantès était fier d'être le premier auteur à écrire des nouvelles originales dans le style italien :

« C'est à cela que s'est appliqué mon entendement, par là que m'emmène mon inclinaison, et plus que je ne veux le faire comprendre, et c'est ainsi, que je suis le premier à avoir nouvellé en langue castillane, car la plupart des nombreuses nouvelles qui courent dans cette langue, sont traduites de langues étrangères, et celles-ci sont les miennes propres, non imitées ni appropriées ; mon intelligence et ma plume les engendrèrent, et elles vont grandissantes dans les bras de l'imprimeur »

On les regroupe généralement en deux séries : d'un côté les idéalistes et de l'autre les réalistes. Celles au caractère idéalistes, qui sont les plus proches de l'influence italienne, se caractérisent par l'organisation d'une trame amoureuse avec une abondance d'évènements, par la présence de personnages idéalisés, sans évolution psychologique et par le faible reflet de la réalité. On retrouve ici : L'Amant libéral, Les Deux Jeunes Filles, L'Espagnole anglaise, Madame Cornelie, et La Force du sang. Celles de caractère réaliste sont plus attentives à la description d'ambiances et de personnages réalistes, avec la démonstration d'un esprit critique. Ce sont les récits les plus connus : Rinconete et Cortadillo, Le Licencié Vidriera, La petite Gitane, Le Colloque des chiens, ou L'Illustre Laveuse de vaisselle. Cependant, la séparation entre les deux groupes n'est pas déterminante et, par exemple, dans les nouvelles les plus réalistes on peut rencontrer aussi des éléments idéalistes.

## Nouvelles du recueil
- La Petite Gitane (La Gitanilla)
- L'Amant libéral (El amante liberal)
- Rinconete et Cortadillo (Rinconete y Cortadillo)
- L'Espagnole anglaise (La española inglesa)
- Le Licencié Vidriera (El licenciado Vidriera)
- La Force du sang (La fuerza de la sangre)
- Le Jaloux d'Estrémadure (El celoso extremeño)
- L'Illustre Laveuse de vaisselle (La ilustre fregona)
- Les Deux Jeunes Filles (Las dos doncellas)
- Madame Cornelie (La señora Cornelia)
- Le Mariage trompeur (El casamiento engañoso)
- Le Colloque des chiens (El coloquio de los perros)
- La Tante supposée (La tía fingida)

### Résumé des nouvelles

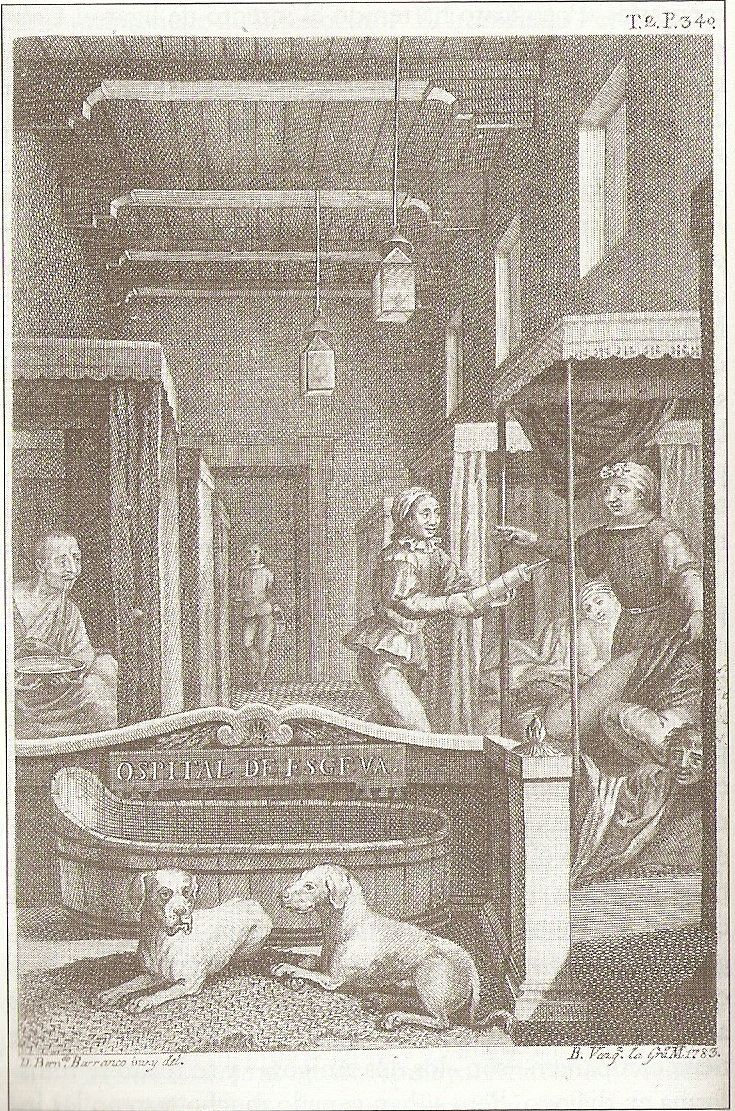
Gravure de l'édition des Nouvelles exemplaires de Antonio Sancha de 1783 qui illustre « Le colloque des chiens ».

#### L'Illustre Laveuse de vaisselle
Deux jeunes hommes de bonne famille Carriazo et Avendano décident de se lancer dans la vie picaresque. Dans une auberge de Tolède, Avendano tombe amoureux de Constance, une laveuse de vaisselle ou servante. Cet évènement pousse les deux jeunes gens à arrêter là leur voyage. Finalement on découvre que Constance est de sang noble, fille naturelle du père de Carriazo, et que rien n'empêche un mariage avec Avendeno.

#### Les Deux Jeunes Filles
Dans Les Deux Jeunes Filles, Téodosia confesse à un inconnu qui se révèle être son frère, ses relations et promesses de mariage avec Marc Antoine. Lorsqu'ils se mettent à chercher le mari, ils rencontrent Léocadie, à qui également elle raconte son histoire. Marc Antoine accepte d'être le mari de Téodosia, et son frère, Raphael, celui de Léocadie. La fin heureuse évite un duel.

#### Le Mariage trompeur
La nouvelle narre l'escroquerie que fait une demoiselle apparemment honnête en se mariant avec un militaire. Ce dernier ignore que la jeune fille s'est prostituée. Celle-ci l'abandonne en lui laissant une maladie vénérienne qu'il doit soigner avec des sudations à l'hôpital Atocha, d'où est censée être écrite la nouvelle.

#### Le Colloque des chiens
Le Colloque des chiens reprend le personnage du militaire du Mariage trompeur. L'histoire commence alors que celui-ci est à l'hôpital. Au milieu de sa fièvre, il écoute la conversation de deux chiens, Scipion et Berganza : l'un conte à l'autre l'histoire de sa vie et de ses nombreuses amours. Le récit de l'autre chien est laissé pour le jour suivant. Il s'agit d'une fantaisie dans le style de Lucien de Samosate, où un berger discute avec une sorcière.